# Jóvenes ilustres
Jóvenes ilustres es el álbum debut de la banda mexicana Comisario Pantera, fue escrito por los cuatro miembros de la banda —Darío, Roger, Iván y Hernán—. Se compone de doce canciones originales, del cual se extrajeron sencillos como «Murasaki» publicado el 21 de mayo de 2012 y «Perfume de mujer» lanzado el 13 de noviembre del mismo año.
Fue producido de manera independiente. Salió a la venta el 1 de mayo de 2012 en formato físico y digital en México. Otros temas destacados fueron «Cada vez que mientes» y «Para ti».

## Antecedentes
Jóvenes Ilustres, que sirvió como sucesor de su EP Como la vez primera. Se presentó en el festival Vive Latino de 2011 y realizó un evento de lanzamiento formal en la Casa del Lago Juan José Arreola, ubicada en Chapultepec. Durante esta presentación, la cantante Carla Morrison hizo una aparición especial, apadrinando a la banda con la interpretación de la canción «Para ti».
La participación de Julián Navejas fue fundamental en el desarrollo de Jóvenes Ilustres, influyendo significativamente en el resultado final del proyecto. Luis Humberto, por su parte, aportó ideas creativas y proporcionó orientación a la banda durante el proceso de grabación.

## Recepción
En el sitio web Rate Your Music recibió una puntuación de 3.21 sobre 5 estrellas.

## Lista de canciones
| Lista de canciones |                        |                                 |          |  |
| N.º                | Título                 | Escritor(es)                    | Duración |  |
| 1.                 | «No me digas más»      | Darío · Raúl · Vidauri · Dávila | 2:45     |  |
| 2.                 | «Noches de luna»       | Darío · Raúl · Vidauri · Dávila | 2:39     |  |
| 3.                 | «En automático»        | Darío · Raúl · Vidauri · Dávila | 2:25     |  |
| 4.                 | «Glamoroso rock»       | Darío · Raúl · Vidauri · Dávila | 2:33     |  |
| 5.                 | «Sigue rocanroleando»  | Darío · Raúl · Vidauri · Dávila | 3:00     |  |
| 6.                 | «Timbuktu»             | Darío · Raúl · Vidauri · Dávila | 2:31     |  |
| 7.                 | «Paranoia»             | Darío · Raúl · Vidauri · Dávila | 3:29     |  |
| 8.                 | «Murasaki»             | Darío · Raúl · Vidauri · Dávila | 3:31     |  |
| 9.                 | «Cada vez que mientes» | Darío · Raúl · Vidauri · Dávila | 3:24     |  |
| 10.                | «Perfume de Mujer»     | Darío · Raúl · Vidauri · Dávila | 2:50     |  |
| 11.                | «Volverás»             | Darío · Raúl · Vidauri · Dávila | 3:21     |  |
| 12.                | «Para ti»              | Darío · Raúl · Vidauri · Dávila | 2:22     |  |
| 33:00              |                        |                                 |          |  |

## Historial de lanzamiento
| País   | Fecha             | Formato(s)            | Sello         | Ref.  |
| ------ | ----------------- | --------------------- | ------------- | ----- |
| México | 1 de mayo de 2012 | CD + Descarga digital | Independiente | [ 1 ] |